# Chloroteras
Chloroteras là một chi bướm đêm thuộc họ Geometridae.